# Psychoda pallens
Psychoda pallens är en tvåvingeart som först beskrevs av Samuel Wendell Williston  1896.  Psychoda pallens ingår i släktet Psychoda och familjen fjärilsmyggor. Inga underarter finns listade i Catalogue of Life.